# Vincent Bolloré
Vincent Bolloré (Boulogne-Billancourt, 1 april 1952) is een Franse miljardair en zakenman. Tot aan zijn pensionering bij het familiebedrijf in 2022 was hij voorzitter en CEO van de investeringsgroep Bolloré. In september 2023 werd zijn vermogen geschat op 8,6 miljard dollar. Volgens Bloomberg News behoorde hij daarmee tot de 250 rijkste mensen ter wereld.

## Levensloop

### Vroege leven en opleiding
Vincent Bolloré werd geboren op 1 april 1952 in Boulogne-Billancourt als zoon van industrieel Michel Bolloré en Monique Follot, dochter van vliegenier en industrieel Henri Follot en Nicole Goldschmidt.
Hij bezocht het Lycée Janson-de-Sailly voordat hij afstudeerde met een kunstdiploma aan de Université Paris X Nanterre. Bolloré begon zijn carrière als stagiair bij een investeringsbank bij Edmond de Rothschild, een vriend van de familie.

### Carrière
Bollorés persoonlijke beleggingscarrière begon toen hij de leiding overnam van het door zijn familie gecontroleerde conglomeraat Bolloré, dat zich bezighoudt met maritiem vrachtvervoer en Afrikaanse handel, en met de productie van papier (sigaretten- en bijbelpapier). Bolloré heeft wereldwijd 33.000 mensen in dienst.
Hij is een bekende corporate raider in Frankrijk die erin slaagde geld te verdienen door grote belangen te nemen in Franse beursgenoteerde bedrijven, met name de bouwgroep Bouygues, waar hij na een machtsstrijd met een aanzienlijke vermogenswinst vertrok. Hij deed een soortgelijke zet met het Franse videogamebedrijf Ubisoft, waar hij in 2016 een belang van ongeveer 27% in het bedrijf opbouwde, tot Ubisoft-president Yves Guillemot hem uitkocht voor ongeveer 2,45 miljard dollar.
Eind 2004 begon zijn investeringsgroep een belang te nemen in reclameconcern Havas en ze werd daarmee de grootste aandeelhouder. In juli 2005 nam hij de macht over in het bedrijf en verving Alain de Pouzilhac als CEO. In 2005 breidde hij zijn mediabelangen uit met de lancering van het televisiestation Direct 8. Tegen het einde van 2005 begon hij met het opbouwen van een belang in de onafhankelijke Britse mediaplannings- en inkoopgroep Aegis. In juli 2006 bedroeg zijn belang in Aegis 29%.
Direct Soir, een gratis krant, werd in juni 2006 gelanceerd. De krant, samen met Matin Plus, de gratis ochtendkrant die ook door de Bolloré Group wordt uitgegeven, werd bekritiseerd omdat ze een te rooskleurig beeld schetsten van Afrikaanse leiders die een partnerschap aangingen met het conglomeraat van Bolloré. In november 2010 heeft de administratieve rechtbank van Parijs de onmiddellijke beëindiging bevolen van het contract tussen de RATP en de Bolloré Group, om Direct Matin en Direct Soir te verdelen via krantenrekken in de Parijse metro.
In januari 2008 toonde hij interesse om aandeelhouder te worden van de beroemde, maar in moeilijkheden verkerende, Italiaanse autofabrikant Pininfarina. In 2014 besloot hij als president van Vivendi te investeren in het Italiaanse telecombedrijf Telecom Italia en in de Italiaanse omroep Mediaset, gecontroleerd door de holding Fininvest van de familie Berlusconi.
De Bolloré-groep heeft ook belangrijke posities in verschillende voormalige Franse koloniën in Afrika (met name Ivoorkust, Gabon, Kameroen en Congo). Op 24 april 2018 werd Bolloré gearresteerd voor vermeende verbanden tussen discontotarieven voor politieke consultancy (via Havas) en havenconcessies in Lomé, Togo en Conakry, Guinee. Hij werd vervolgens aangeklaagd wegens "corruptie van buitenlandse agenten", "vervalsing van documenten" en "medeplichtigheid aan schending van het vertrouwen".
Als gevolg van de beursgang van Universal Music Group op Euronext Amsterdam kreeg Bolloré 18 procent van de aandelen van UMG in handen.
Op 17 februari 2022 trad hij officieel af als voorzitter van het familiebedrijf.

### Politiek
Bolloré werd in juli 2024 omschreven als "een uitgesproken aanhanger van de extreemrechtse partij van Marine Le Pen".

### Persoonlijk leven
Bolloré trouwde in 1977 met Sophie Fossorier, met wie hij vier kinderen kreeg. Halverwege de jaren negentig scheidde hij van zijn vrouw en begon een relatie met een van Sophies zussen. De scheiding van Sophie en Bolloré werd in 2004 afgerond.
In 2021 begon Bolloré een relatie met Anaïs Jeanneret, een Franse schrijfster.
Hij is een goede persoonlijke vriend van de voormalige Franse president Nicolas Sarkozy. Sarkozy is bekritiseerd omdat hij vakanties van Bolloré accepteerde, net zoals president Georges Pompidou dat deed met zijn vader, Michel Bolloré. Zij hebben beiden verklaard dat er geen sprake is van een belangenconflict.

## Media-betrokkenheid
Bolloré investeert al jaren fors in media. Hij is de belangrijkste aandeelhouder van de mediagroep Vivendi, die een belang van 10 procent in Universal Music Group heeft (Bolloré zelf bezit direct nog eens 18 procent) naast talloze tv-stations en kranten. In 2022 heeft hij ook het grootste particuliere radiostation van Frankrijk gekocht, Europe 1, net op tijd voor de Franse presidentsverkiezingen van 2022.
In een essay uit 2022 in The New York Times werd de invloed van Bolloré in de media uitgelicht, waarbij de prominente rol werd opgemerkt die de extreemrechtse, "proto-fascistische" politicus Éric Zemmour kreeg van het televisienieuwskanaal CNews. Bolloré en zijn aangesloten nieuwsorganisaties hielpen ook bij de oprichting van, en promootten (respectievelijk), de extreemrechtse alliantie tussen leden van Les Républicains en het Rassemblement national voor de Franse parlementsverkiezingen van 2024.